# Ugo Amicosante
Ugo Amicosante (Molina Aterno, 8 agosto 1930 – Roma, 23 maggio 2019) è stato un tiratore a segno italiano.

## Biografia
Nato nel 1930 a Molina Aterno, in provincia dell'Aquila, nel 1962 vinse la medaglia di bronzo nella pistola a fuoco rapido 25 m a squadre ai Mondiali del Cairo, insieme a Giovanni Liverzani, Roberto Mazzoni e Sergio Varetto, terminando con 2312 punti, dietro a Unione Sovietica e Stati Uniti.
A 34 anni partecipò ai Giochi olimpici di Tokyo 1964, nella pistola 25 m, chiudendo al 36º posto con 570 punti.
Quattro anni dopo, a 38 anni, prese di nuovo parte ai Giochi, quelli di Città del Messico 1968, ancora nella pistola 25 m, terminando 18º con 584 punti.
Ai Mondiali di Phoenix 1970 vinse per la seconda volta il bronzo nella pistola a fuoco rapido 25 m a squadre, con Roberto Ferraris, Giovanni Liverzani e Silvano Mignardi, chiudendo con 2353 punti, dietro a Cecoslovacchia e Romania.
Già prima di iniziare la carriera agonistica lavorò come agente di Polizia di Stato a Roma. Dopo il ritiro fu allenatore di tiro a segno per la nazionale italiana di pentathlon moderno, ruolo assunto nel 1975.
Morì nel 2019, a 88 anni.

## Palmarès

### Campionati mondiali
- 2 medaglie:
  - 2 bronzi (Pistola a fuoco rapido 25 m a squadre a Il Cairo 1962, Pistola a fuoco rapido 25 m a squadre a Phoenix 1970)